# Neritos repanda
Neritos repanda là một loài bướm đêm thuộc phân họ Arctiinae, họ Erebidae.